# Electrocardiograma
El electrocardiograma (ECG o EKG, a partir del alemán Elektrokardiogramm) es la representación visual de la actividad eléctrica del corazón en función del tiempo, que se obtiene, desde la superficie corporal, en el pecho, con un electrocardiógrafo en forma de cinta continua. Es el instrumento principal de la electrofisiología cardíaca y tiene una función relevante en el cribado y diagnóstico de las enfermedades cardiovasculares, alteraciones metabólicas y la predisposición a una muerte súbita cardíaca. También es útil para saber la duración del ciclo cardíaco.

## Historia
En 1872, Alexander Muirh, durante sus estudios de posgrado en el Hospital de San Bartolomé de Londres, conectó alambres a la muñeca de un paciente febril con el fin de obtener un registro de los latidos del corazón. Esta actividad se registró directamente para ser visualizado por un electrómetro de Lippmann por el fisiólogo británico John Burdon Sanderson.
En el siglo XIX se hizo evidente que el corazón generaba electricidad. La actividad bioeléctrica correspondiente al latido cardíaco fue descubierta por Kolliker y Mueller en 1856. El primero en aproximarse sistemáticamente a este órgano bajo el punto de vista eléctrico fue Augustus Waller, que trabajaba en el hospital St. Mary, en Paddington (Londres). Aunque en 1911 aún veía pocas aplicaciones clínicas a su trabajo, el logro llegó cuando Willem Einthoven, que trabajaba en Leiden (Países Bajos), descubrió el galvanómetro de cuerda, mucho más exacto que el galvanómetro capilar que usaba Waller. Einthoven asignó las letras P, Q, R, S y T a las diferentes deflexiones y describió las características electrocardiográficas de gran número de enfermedades cardiovasculares. Le fue otorgado el Premio Nobel de Fisiología o Medicina en 1924 por su descubrimiento.
Por otro lado la compañía Cambridge Scientific Instruments, ubicada en Londres, fabricó por primera vez la máquina de Einthoven en 1911, y en 1922 se unió con una compañía en Nueva York para formar Cambridge Instruments Company, Inc. Desde entonces, ambas compañías se han beneficiado con el intercambio mutuo de tecnología. Poco tiempo después el electrocardiógrafo demostró su valor en el diagnóstico médico y hoy se mantiene como uno de los instrumentos electrónicos más empleados en la medicina moderna, aunque ha evolucionado desde el enorme aparato original hasta el sistema electrónico compacto actual, que a menudo incluye una interpretación computarizada de electrocardiograma.　

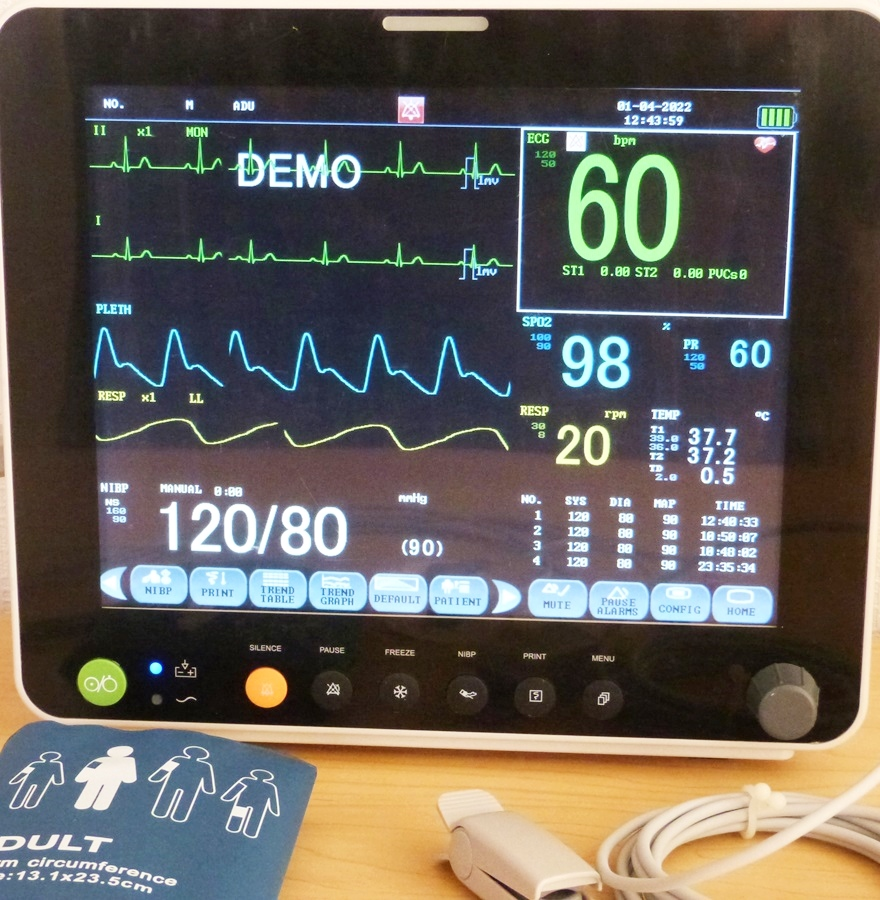

## Actividad eléctrica del corazón

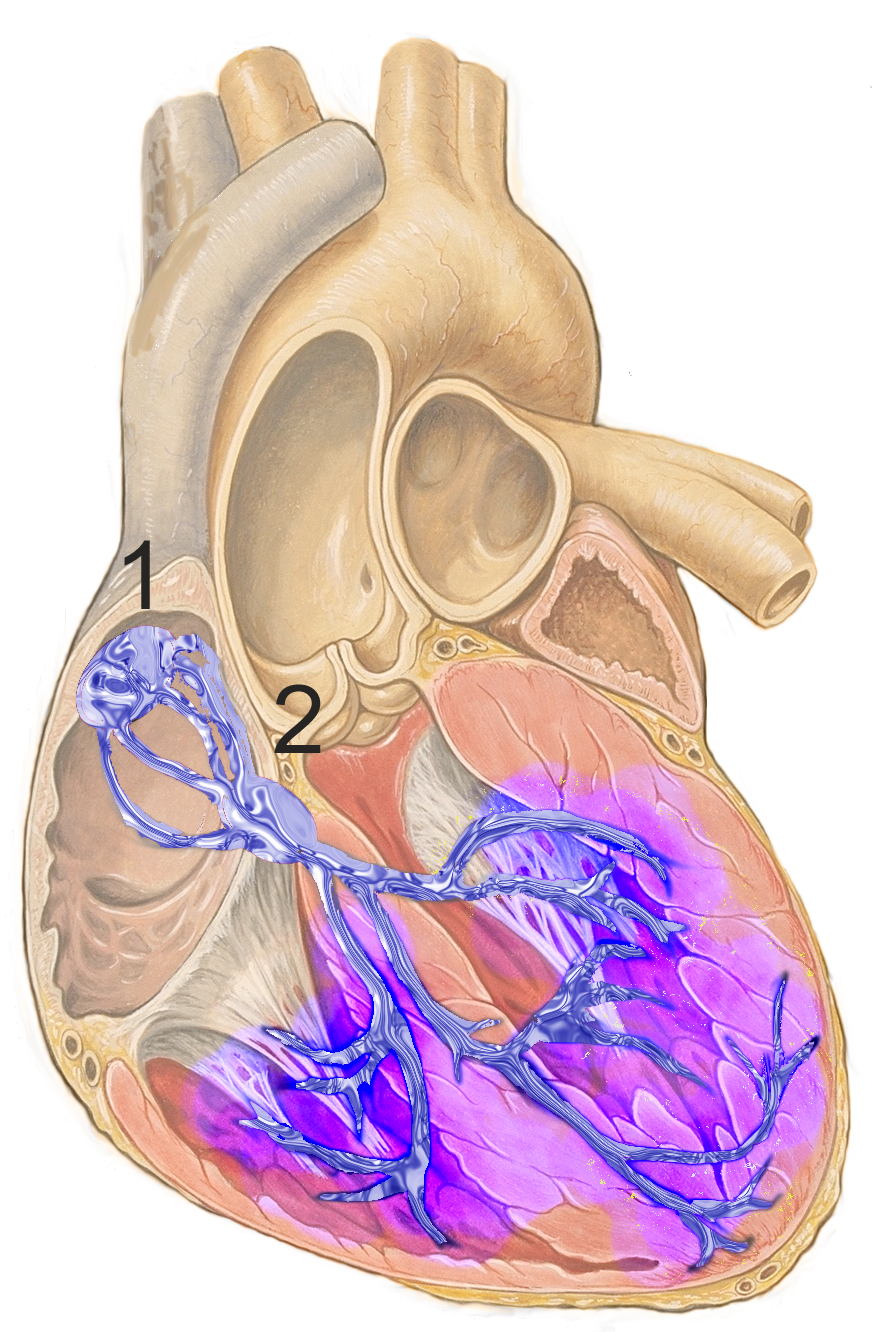
Sistema de conducción eléctrica del corazón: 1. Nodo SA; 2. Nódulo AV.

El corazón tiene cuatro cámaras: dos aurículas y dos ventrículos, izquierdos y derechos. La aurícula derecha recibe la sangre venosa del cuerpo y la envía al ventrículo derecho el cual la bombea a los pulmones, lugar en el que la sangre se oxigena y libera dióxido de carbono (CO2) y del que pasa a la aurícula izquierda. De aquí la sangre se deriva al ventrículo izquierdo, de donde se distribuye, al contraerse éste, a todo el cuerpo y regresa a la aurícula derecha cerrando el ciclo cardíaco.
Para que la contracción cíclica del corazón se realice en forma sincrónica y ordenada, existe un sistema de estimulación y conducción eléctrica compuesto por fibras de músculo cardíaco especializadas en la generación y transmisión de impulsos eléctricos. Aunque el corazón tiene inervación por parte del sistema nervioso autónomo, late aun sin estímulo de este, ya que el sistema de conducción es autoexcitable (automatismo). Es por esto que el corazón sigue latiendo aun cuando lo desnervamos o extirpamos para un trasplante de corazón, por ejemplo.
El sistema de conducción se inicia con la despolarización del nodo senoauricular y debe transmitir ese impulso eléctrico desde las aurículas hacía los ventrículos. Para ello se compone de los siguientes elementos: el nódulo sinoauricular (o sinusal), el nódulo auriculoventricular, el haz de His, con sus ramas derecha e izquierda y las Fibras de Purkinje.
En el cuerpo humano se generan una amplia variedad de señales eléctricas, provocadas por la actividad química que tiene lugar en los nervios y músculos que lo conforman. El corazón, por ejemplo, produce un patrón característico de variaciones de voltaje. El registro y análisis de estos eventos bioeléctricos son importantes desde el punto de vista de la práctica clínica y de la investigación. Los potenciales se generan a nivel celular, es decir, cada una de las células es un diminuto generador de voltaje.
Un electrocardiograma (ECG) es una prueba física ampliamente utilizada para valorar la condición del corazón en forma no invasiva. Dicha prueba se usa para evaluar el estado del sistema de conducción del corazón, el del músculo, y también, en forma indirecta, la condición de este órgano como una bomba y la aparición de ritmos patológicos causados por daño al tejido de conducción de las señales eléctricas, u otros trastornos no-cardíacos. El ECG es la representación gráfica de la actividad bioeléctrica del músculo cardíaco, por lo que un equipo de registro de ECG (electrocardiógrafo) es comparable a un voltímetro que realiza una función de registrador.

### Despolarización y repolarización del corazón
En el corazón existen tres tipos de células morfológica y funcionalmente diferentes:
- las células contráctiles, responsables de la contracción del miocardio; de estas existen células contráctiles auriculares y células contráctiles ventriculares.
- las células especializadas, que son las que generan y conducen los impulsos nerviosos, y constituyen los nódulos sinusal y atrio-ventricular (de conducción lenta), el haz de His y las células de Purkinje (de conducción rápida).
- las células endocrinas del corazón, que secretan el péptido natriurético atrial, que es un auxiliar en el control y regulación de la tensión arterial.

Las células cardíacas presentan tres propiedades:
- automatismo: son capaces de generar espontáneamente el impulso eléctrico que se propaga; el automatismo máximo se encuentra en las células del nodo sinoauricular, el marcapasos del corazón, y si este falla, el nodo AV toma el relevo;
- excitabilidad: capacidad de responder a un impulso eléctrico; las células especializadas generan ellas mismas los impulsos, mientras que las contráctiles son estimuladas por los impulsos propagados por las células adyacentes; existen diferentes fases de excitabilidad diferenciadas por el potencial de acción (PA) de las células cardíacas, y diferentes periodos refractarios (tiempo requerido para recuperar la excitabilidad);
- conducción: capacidad de transmitir un impulso eléctrico a las células adyacentes; las velocidades de conducción normales en las diferentes estructuras cardíacas son las siguientes:
  - aurículas: 1-2 m/s.
  - nodo AV: 0.02-0.05 m/s.
  - sistema His-Purkinje: 1.5-3.5 m/s.
  - ventrículos: 0.4 m/s.

La velocidad de conducción depende de la rapidez del inicio del PA, que es rápido en las células de respuesta rápida, y lento en las células de respuesta lenta.
Mecanismo de activación celular:

Fases de un potencial de acción (PA) cardíaco. La elevación rápida del voltaje ("0") corresponde a la entrada de iones sodio, mientras que los dos descensos ("1" y "3", respectivamente) corresponden a la inactivación de los canales para el sodio, y a la salida de iones potasio durante la repolarización. La plataforma característica del PA cardíaco ("2") resulta de la apertura de los canales para el calcio sensibles al voltaje.

En reposo, durante la diástole eléctrica, hay un equilibrio entre:
- las cargas positivas al exterior de las células, debidas a la acumulación de iones sodio (Na+: 20 mM int. frente a 145 mM ext.) y calcio (Ca2+: 0.0001 mM int. frente a 2.5 mM ext.); por otro lado, también hay una mayor concentración de iones cloro en el exterior (Cl-: 25 mM int. frente a 140 mM ext.);
- las cargas negativas al interior, debidas a la acumulación de ciertos aniones impermeables, como el aspartato y el glutamato, a pesar de la presencia de iones potasio (K+: 150 mM int. frente a 4 mM ext.).

Esta diferencia de cargas genera una diferencia de potencial eléctrico denominado potencial de membrana diastólico o potencial de reposo (–70 a –90 mV), que se mantiene debido a la diferente permeabilidad de la membrana externa cardíaca (el sarcolema) para estos iones, así como a la presencia de bombas iónicas que transportan iones de forma activa a través de la membrana, con consumo de energía en forma de ATP.
Las células del sistema de conducción se despolarizan de forma espontánea, modificando el transporte transmembrana de los iones Na+, K+ y Ca2+, lo que genera un PA; esta es la base del automatismo de las células cardiacas especializadas. El grado de automatismo es diferente en las distintas estructuras: nodo sinusal > nodo AV > células del haz de His y de Purkinje.
Durante la fase de despolarización (fase 0 y 1 del PA, paso de –90 a 20 mV) cada una de las células miocárdicas (y todas las células del ventrículo izquierdo simultáneamente, por lo que se puede considerar como una gran célula única) pierde cargas eléctricas positivas en el exterior, que pasan al interior celular, primero a través de los canales rápidos de Na+ y luego a través de los canales lentos de Na+/Ca2+. De esta forma, durante la despolarización, el exterior celular es más negativo y el interior más positivo (en comparación con la situación de reposo).
La fase de despolarización se sigue de una fase 2 que forma una plataforma, antes ocurre una breve repolarización por la salida rápida de iones K+ (fase 1), y posteriormente esa salida se equilibra con la entrada de iones calcio por los canales lentos, produciendo se una meseta que dura hasta que los canales lentos de calcio comienzan a cerrarse (fase 2) y finalmente tenemos una fase 3 descendente, que se caracteriza por la salida masiva de iones K+, para compensar la negatividad exterior, que dura hasta el final de la repolarización. Al final de la fase 3, se alcanza el equilibrio eléctrico. Finalmente, para restablecer el equilibrio iónico, existen diferentes bombas iónicas (inicio de la fase 4):
- una bomba sodio-potasio, con actividad ATPasa, que extrae el Na+ del interior hacia el exterior celular, y reintroduce el K+ al interior celular; esta es una bomba electrogénica, ya que se extraen 3 Na+ por cada 2 K+ que se introducen;
- una bomba que extrae Ca2+ de forma activa, dependiente de ATP;
- un intercambiador Na+/Ca2+ (3:1), que puede funcionar en los dos sentidos.

Si estas bombas se bloquean, por ejemplo en condiciones de hipoxia (que produce una caída en la producción de ATP) o por drogas como la digitalina (que inhibe la bomba sodio-potasio), la concentración intracelular de Na+ aumenta, por lo que hay menos iones sodio para intercambiar por Ca2+, por lo que se extrae menos Ca2+, que permanece en el interior produciendo la disfunción celular.
En resumen, tenemos cinco fases:
- Fase 0: despolarización rápida, por entrada masiva de Na+ y más tarde de Na+/Ca2+.
- Fase 1: repolarización transitoria, por salida rápida de iones K+.
- Fase 2: meseta, por equilibrio entre la salida de K+ y la entrada de Ca2+.
- Fase 3: repolarización, por salida de K+ estando el resto de canales cerrados.
- Fase 4: equilibrio basal, se llega otra vez al equilibrio por el intercambio iónico que realizan las bombas antes descritas.

Por tanto:
- durante la diástole, en el exterior celular se acumulan cargas positivas;
- durante la sístole, el exterior celular es más negativo.

Estas variaciones de voltaje en el corazón son las que se detectan con el electrocardiógrafo.

### Sistema de conducción eléctrica del corazón

Animación sobre el ECG normal.

El impulso cardíaco se origina espontáneamente en el nódulo sinusal, también llamado Sinoauricular (S.A.), de Keith y Flack o Marcapasos del Corazón, ubicado en la parte posterosuperior de la aurícula derecha, en la entrada de la vena cava superior. Este nódulo tiene forma ovalada y es el más grande de los marcapasos cardíacos. Está irrigado por la arteria del mismo nombre, que es una rama de la arteria coronaria derecha (60 %) o de la arteria circunfleja (40 %). Este nodo tiene una rica inervación simpática y parasimpática.
Desde el nódulo sinusal, el impulso eléctrico se desplaza, diseminándose por las aurículas a través de las vías internodales, produciendo la despolarización auricular y su consecuente contracción. En adultos sanos, el nodo sinusal descarga a una velocidad de 60 impulsos por minuto, definiendo así el ritmo sinusal normal, que se traduce en contracciones por minuto.
La onda eléctrica llega luego al nódulo auriculoventricular (AV) o de Aschoff-Tawara, una estructura ovalada, un 40 % del tamaño del nódulo sinusal, ubicada en el lado izquierdo de la aurícula derecha, en el tabique interauricular, anterior al orificio del seno coronario y encima de la inserción de la lámina septal de la válvula tricúspide. En el 90 % de los casos, este nodo está irrigado por una rama de la arteria coronaria derecha. El nodo AV también tiene una rica inervación simpática y parasimpática. Aquí, la onda eléctrica sufre una pausa de aproximadamente 0,1 segundo.
El impulso cardíaco se disemina luego a través de un haz de fibras que es un puente entre el nódulo auriculoventricular y las ramas ventriculares, llamado haz de His, irrigado por ramas de la arteria coronaria derecha y la arteria descendente anterior (interventricular ant.). El haz de His se divide en 4 ramas: las ramas derecha e izquierda y esta última se divide en el fascículo izquierdo anterior y el fascículo izquierdo posterior, desde donde el impulso eléctrico es distribuido a los ventrículos mediante una red de fibras que ocasionan la contracción ventricular llamadas fibras de Purkinje, desencadenando la contracción ventricular.
En la mayor parte de los casos, las células que pertenecen al sistema de conducción del corazón están irrigadas por ramas de la arteria coronaria derecha, por lo que un trombo en esta arteria tiene un efecto negativo inmediato sobre la actividad cardíaca.

### Secuencia de activación cardíaca
El impulso eléctrico generado en el nódulo sinusal se transmite a todo el corazón por el sistema de conducción, a partir de las células auriculares hasta las células ventriculares.
El estímulo sinusal despolariza las aurículas, comenzando por la parte lateral derecha de la aurícula derecha y siguiendo un recorrido antihorario (en dirección contraria a las agujas del reloj), despolarizando primero el septum interauricular y finalizando en la aurícula izquierda.
La onda de despolarización llega luego al nodo AV, y se propaga lentamente en la parte superior del nodo. Al llegar a la parte distal del nodo, la onda de despolarización se acelera y entra en el haz de His, continuando a izquierda y a derecha por las dos ramas del haz. La despolarización ventricular comienza simultáneamente en 3 puntos: las regiones de inserción de los haces supero-anterior, infero-posterior y medio-septales de la rama izquierda. Una vez iniciada, comienza la despolarización de la gran masa ventricular izquierda y derecha. La despolarización termina en las zonas menos ricas en fibras de Purkinje: las zonas basales y septales altas.
La repolarización comienza siempre en las regiones del miocardio mejor irrigadas, que son las regiones subepicárdicas, y termina en las zonas peor irrigadas (se dice que sufren isquemia fisiológica), que son las regiones subendocárdicas.

## Derivaciones del ECG

Imagen que muestra un paciente conectado a los 10 electrodos necesarios para un ECG de 12 derivaciones.

En electrocardiografía, la palabra "derivaciones" se refiere a la medida del voltaje entre dos electrodos. Los electrodos se colocan sobre el cuerpo del paciente, sujetándolos con cintas de velcro, por ejemplo, y conectados al aparato mediante cables. Las derivaciones de un ECG utilizan diferentes combinaciones de electrodos para medir distintas señales procedentes del corazón: en forma figurada, cada derivación es como una "fotografía" de la actividad eléctrica del corazón, tomada desde un ángulo diferente.

### Colocación de los electrodos
Para realizar un ECG estándar de 12 derivaciones se utilizan diez electrodos, cada uno de los cuales se numera y se coloca sobre el paciente de la forma siguiente:

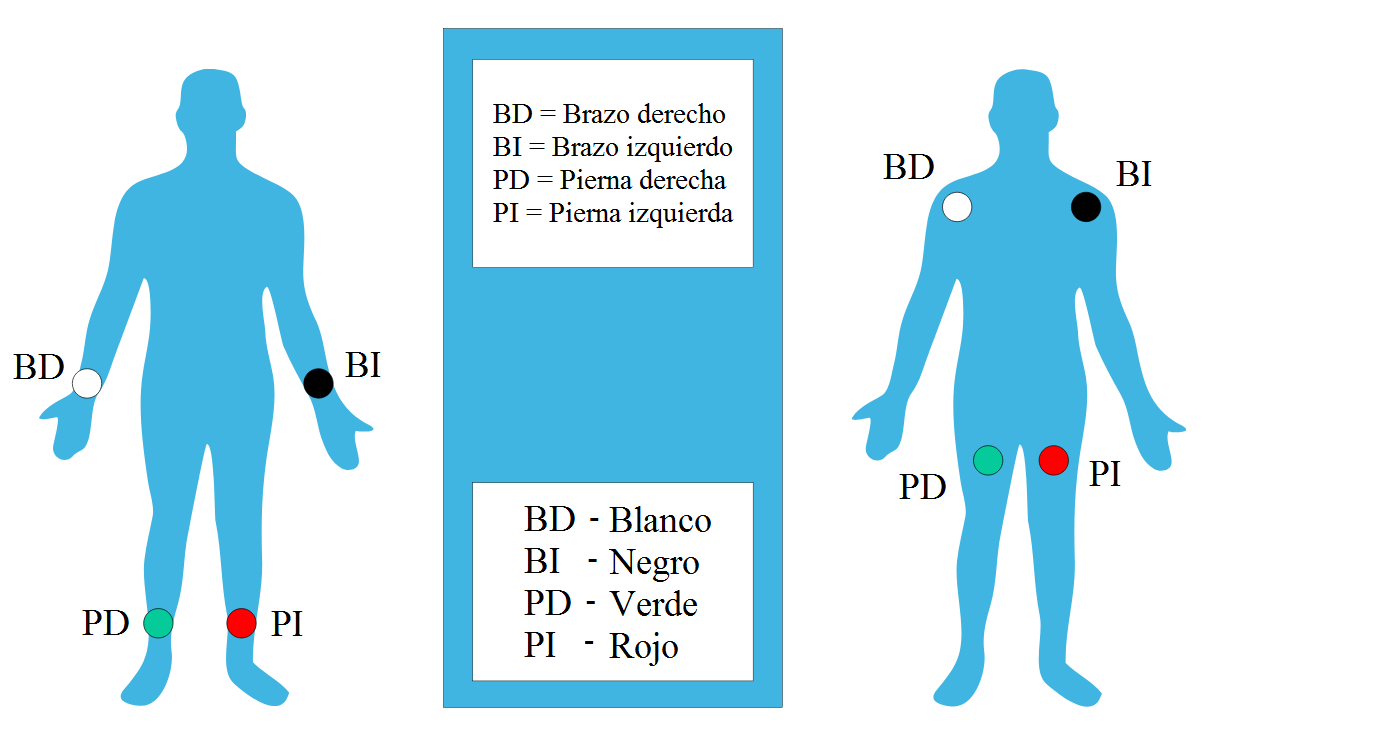
Colocación adecuada de los electrodos periféricos, con el código de color recomendado por la American Health Association. Observar que los electrodos periféricos pueden situarse sobre las muñecas y tobillos, o próximos a los hombros y caderas, pero deben estar equilibrados (derecho vs izquierdo).

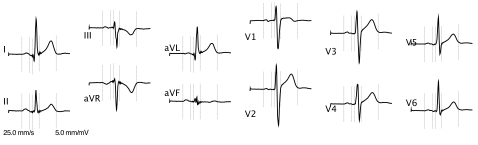
12 derivaciones.

| Nombre del electrodo | Localización del electrodo |
| -------------------- | --- |
| BD                   | En el brazo derecho, evitando prominencias óseas. |
| BI                   | En el mismo sitio que se colocó BD, pero en el brazo izquierdo. |
| PD                   | En la pierna derecha, evitando prominencias óseas. |
| PI                   | En el mismo sitio que se colocó PD, pero en la pierna izquierda. |
| V1                   | En el tercer o cuarto espacio intercostal (entre las costillas 3 & 5) a la derecha del esternón. |
| V2                   | En el "cuarto" espacio intercostal (entre las costillas 4 & 5) a la izquierda del esternón. |
| V3                   | Entre V2 y V4. |
| V4                   | En el quinto espacio intercostal (entre las costillas 5 & 6), en la línea medio-clavicular (la línea imaginaria que baja desde el punto medio de la clavícula). |
| V5                   | En la misma línea horizontal media que V4, pero verticalmente en la línea axilar anterior (línea imaginaria que baja desde el punto medio entre el centro de la clavícula y su extremo lateral, que es el extremo más próximo al brazo). Fácil punto de localización entre puntos equidistantes de V4 y V6. |
| V6                   | En la misma línea horizontal que V4 y V5, pero verticalmente en la línea medioaxilar (línea imaginaria que baja desde el centro de la axila del paciente). |

### Derivaciones periféricas y precordiales

Lugares para las colocaciones precordiales.

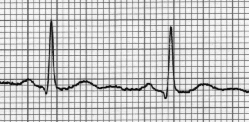
Derivación II.

El ECG se estructura en la medición del potencial eléctrico entre varios puntos corporales. Las derivaciones I, II y III son periféricas y miden la diferencia de potencial entre los electrodos situados en los miembros:
- la derivación I mide la diferencia de potencial entre el electrodo del brazo derecho y el izquierdo.
- la derivación II, del brazo derecho a la pierna izquierda.
- la derivación III, del brazo izquierdo a la pierna izquierda.

Los electrodos periféricos forman los ángulos de lo que se conoce como el triángulo de Einthoven. A partir de estos tres puntos se obtiene el punto imaginario V (el baricentro del triángulo, denominado el terminal central de Wilson), localizado en el centro del pecho, por encima del corazón. Estas tres derivaciones periféricas son bipolares, es decir, tienen un polo positivo y un polo negativo.
Las otras nueve derivaciones miden la diferencia de potencial entre el punto imaginario V y cada uno de los electrodos; todas ellas son unipolares, porque, aunque tienen dos polos, el polo negativo V es un polo compuesto por las señales procedentes de diferentes electrodos. Así tenemos las derivaciones periféricas aumentadas (aVR, aVL y aVF) y las seis derivaciones precordiales (V1-6).
Las derivaciones unipolares de los miembros aVR, aVL y aVF (aVR por augmented vector right, por ejemplo, en referencia al electrodo del brazo derecho), se obtienen a partir de los mismos electrodos que las derivaciones I, II y III. Sin embargo, "ven" el corazón desde ángulos diferentes, porque el polo negativo de estas derivaciones es una modificación del punto terminal central de Wilson. Esto anula el polo negativo, y permite al polo positivo ser el "electrodo explorador" o derivación unipolar. Esto es posible porque, según la ley de Kirchhoff: I + (-II) + III = 0. Esta ecuación también se escribe como I + III = II. No se escribe I - II + III = 0 porque Einthoven invirtió la polaridad de la derivación II en el triángulo de Einthoven, probablemente porque prefería ver el pico QRS hacia arriba. La definición del terminal central de Wilson preparó el camino para el desarrollo de todas las derivaciones unipolares.
- La derivación aVR (augmented vector right) tiene el electrodo positivo (blanco) en el brazo derecho. El electrodo negativo es una combinación del electrodo del brazo izquierdo (negro) y el electrodo de la pierna izquierda (rojo), lo que "aumenta" la fuerza de la señal del electrodo positivo del brazo derecho.
- La derivación aVL (augmented vector left) tiene el electrodo positivo (negro) en el brazo izquierdo. El electrodo negativo es una combinación del electrodo del brazo derecho (blanco) y la pierna izquierda (rojo), lo que "aumenta" la fuerza de la señal del electrodo positivo del brazo izquierdo.
- La derivación aVF (augmented vector foot) tiene el electrodo positivo (rojo) en la pierna izquierda. El electrodo negativo es una combinación del electrodo del brazo derecho (blanco) y el brazo izquierdo (negro) lo que "aumenta" la señal del electrodo positivo en la pierna izquierda.

Las derivaciones periféricas aumentadas aVR, aVL, y aVF se amplifican de este modo porque, cuando el electrodo negativo es el terminal central de Wilson, la señal es demasiado pequeña para ser útil. Bailey desplazó los tres lados del triángulo de Einthoven (formados por las derivaciones I, II y III), haciéndolas pasar por el terminal central de Wilson, obteniendo el sistema triaxial de Bailey. La combinación de las derivaciones bipolares (I, II y III) con las derivaciones aumentadas constituye el sistema de referencia hexaxial de Bailey, que se usa para calcular el eje eléctrico del corazón en el plano frontal.
{\displaystyle {\begin{aligned}aVR&=-{\frac {I+II}{2}}\\aVL&=I-{\frac {II}{2}}\\aVF&=II-{\frac {I}{2}}\end{aligned}}}
Los electrodos para las derivaciones precordiales (V1, V2, V3, V4, V5, y V6) están colocados directamente sobre el pecho. Debido a su proximidad con el corazón, no es necesario aumentarlas. El electrodo negativo en este caso es el terminal central de Wilson, y por ello estas derivaciones se consideran unipolares (el terminal central de Wilson es la media de las tres derivaciones periféricas; se aproxima al potencial promedio de la superficie corporal). Las derivaciones precordiales ven la actividad eléctrica del corazón en el denominado plano horizontal. El eje eléctrico del corazón en el plano horizontal se denomina el eje Z. Recientemente, los datos de las derivaciones unipolares precordiales han sido usadas para crear derivaciones bipolares precordiales, que exploran el eje derecha-izquierda en el plano horizontal.
Por lo tanto, hay doce derivaciones en total. Cada una de las cuales registra información de partes concretas del corazón:
- Las derivaciones inferiores (III y aVF) detectan la actividad eléctrica desde el punto superior de la región inferior (pared) del corazón. Esta es la cúspide del ventrículo izquierdo.
- Las derivaciones laterales (I, II, aVL, V5 y V6) detectan la actividad eléctrica desde el punto superior de la pared lateral del corazón, que es la pared lateral del ventrículo izquierdo.
- Las derivaciones anteriores, V1 a V6 representan la pared anterior del corazón o la pared frontal del ventrículo izquierdo.
- aVR raramente se utiliza para la información diagnóstica, pero indica si los electrodos se han colocado correctamente en el paciente.

La comprensión de las direcciones o vectores normales y anormales de la despolarización y repolarización comporta una importante información diagnóstica. El ventrículo derecho posee muy poca masa muscular, por lo que solamente imprime una pequeña marca en el ECG haciendo más difícil diagnosticar los cambios en este que los producidos en el ventrículo izquierdo.
Los electrodos miden la actividad eléctrica media generada por la suma total de la capacidad cardiaca en un momento concreto. Por ejemplo, durante la sístole auricular normal, la suma de la actividad eléctrica produce un vector eléctrico que se dirige del nódulo SA (sinusal) hacia el nódulo AV (auriculoventricular) y se extiende desde el atrio derecho al izquierdo ( puesto que el nódulo SA reside en el atrio derecho). Esto se convierte en la onda P en el ECG, la cual es recta en I, II, III, AVL y aVF (ya que la actividad eléctrica general se dirige hacia esas derivaciones), e invertida en aVR (dado que se aleja de esa derivación)
El error en la técnica de registro comprende a los cables de las extremidades (derivaciones del plano frontal) que sucede cuando se transponen los cables dando una alteración electrocardiográfica como resultado una mala interpretación en el resultado hacia el paciente.
El error en la técnica de registro del electrocardiograma es relativamente común y con frecuencia no es reconocida. En la mayor parte de los casos, el error en la técnica se debe a que no se emplea un método estandarizado para su adquisición.
Se estima que el error en la técnica de registro ocurre entre el 0,4 y 4 % de todos los estudios electrocardiográficos. La adquisición errónea del estudio puede simular alteraciones en el ritmo cardíaco, trastornos de conducción intraventricular y dextrocardia; asimismo, puede enmascarar o simular la presencia de isquemia o infarto de miocardio.
La elevación del ST se ha encontrado en el 4,8 % de los pacientes en los que los electrodos v1 y v2 se colocaron dos espacios intercostales más arriba, es decir en el segundo manteniendo la referencia de la línea paraesternal correspondiente.
La colocación inadecuada del electrodo, específicamente, v2, en el tercer espacio intercostal izquierdo, pero cerca de la línea media clavicular en vez de la línea paraesternal izquierda, produce también una imagen con ST elevado, con una característica agregada en su morfología: tipo silla de montar. P (mayor amplitud DI que DII).

## El ECG normal

Dibujo de un ECG con etiquetas de ondas e intervalos. P=onda P, PR=segmento PR, QRS=complejo QRS, QT= intervalo QT, ST=segmento ST, T=onda T.

El trazado típico de un electrocardiograma registrando un latido cardíaco normal consiste en una onda P, un complejo QRS y una onda T. La pequeña onda U normalmente es invisible. Estos son eventos eléctricos que no deben ser confundidos con los eventos mecánicos correspondientes, es decir, la contracción y relajación de las cámaras del corazón. Así, la sístole mecánica o contracción ventricular comienza justo después del inicio del complejo QRS y culmina justo antes de terminar la onda T. La diástole, que es la relajación y rellenado ventricular, comienza después que culmina la sístole correspondiendo con la contracción de las aurículas, justo después de iniciarse la onda P.

### El eje eléctrico
El eje eléctrico es la dirección general del impulso eléctrico a través del corazón. Normalmente se dirige en forma de vector hacia la parte inferior izquierda, aunque se puede desviar a la parte superior izquierda en gente anciana, embarazadas (por acúmulo de líquidos) u obesa. Una desviación extrema es anormal e indica un bloqueo de rama, hipertrofia ventricular o (si es hacia la derecha) embolia pulmonar. También puede diagnosticar una dextrocardia o una inversión de dirección en la orientación del corazón, pero esta variedad es muy rara y a menudo ya ha sido diagnosticada por alguna prueba más específica, como una radiografía del tórax.
Existen diversas formas de calcular el eje eléctrico en un electrocardiograma. La forma más rápida es utilizando las ondas I y aVF, se debe ver los QRS de estas ondas y determinar si son positivos o negativos. Si ambos son positivos entonces el eje esta en rangos normales. Si solo I es positivo, pero aVF es negativo el eje tiene desviación a la izquierda. Si aVF es positivo y I es negativo entonces eje esta desviado a la derecha. En el caso de que tanto I como aVF sean negativas el eje tiene desviación extrema.
El método más exacto para calcular el eje eléctrico es mediante el modelo matemático que utiliza al sistema Hexaxial para determinar la posición exacta del eje eléctrico. Existen múltiples fórmulas para realizar este cálculo. Las más utilizadas son las que usan las derivaciones I y III.

### Onda P
La onda P es la señal eléctrica que corresponde a la despolarización auricular. Resulta de la superposición de la despolarización de la aurícula derecha (parte inicial de la onda P) y de la izquierda (final de la onda P). La repolarización de la onda P (llamada onda T auricular) queda eclipsada por la despolarización ventricular (Complejo QRS).
Para que la onda P sea sinusal (que provenga del nodo sinusal) debe reunir ciertas características:
1. No debe superar los 0,25 mV (milivoltios). Si lo supera, estamos en presencia de un agrandamiento auricular derecho.
2. Su duración no debe superar los 0,11 segundos en el adulto y 0,07-0,09 segundos en los niños. Si está aumentado posee un agrandamiento auricular izquierdo y derecho.
3. Tiene que ser redondeada, de rampas suaves, simétricas, de cúspide roma y de forma ovalada.
4. Tiene que preceder al complejo ventricular.

### Complejo QRS
El complejo QRS corresponde a la corriente eléctrica de despolarización ventricular y representa el inicio de la contracción ventricular, la cual es mucho más potente que la de las aurículas y compete a más masa muscular, produciendo una deflexión positiva en el electrocardiograma.
La onda Q, cuando está presente, representa la pequeña corriente horizontal (de izquierda a derecha) del potencial de acción viajando a través del septum interventricular. Las ondas Q que son demasiado anchas y profundas no tienen un origen septal, sino que indican un infarto de miocardio.
Las ondas R y S indican contracción del miocardio. Las anormalidades en el complejo QRS pueden indicar bloqueo de rama (cuando es ancha), taquicardia de origen ventricular, hipertrofia ventricular u otras anormalidades ventriculares. Los complejos son a menudo pequeños en las pericarditis.
La duración normal es de 60 a 120 milisegundos
Cuando aparece completo, el complejo QRS consta de tres vectores, nombrados usando la nomenclatura descrita por Willem Einthoven:
Onda Q. Es una onda negativa. De manera que esta antes de la onda R y no indica nada en realidad. Es la más grande de las ondas.
Onda R. Es la primera deflexión positiva del complejo QRS y en la imagen clásica del ECG, es la de mayor tamaño.
Onda S. Es cualquier onda negativa que siga a la onda R.

### Onda T
La onda T representa la repolarización de los ventrículos. Durante la formación del complejo QRS, generalmente también ocurre la repolarización auricular que no se registra en el ECG normal, ya que la corriente generada no es suficientemente grande para ser detectada (se dice en ocasiones que el complejo QRS "tapa" esa información, pero en los bloqueos completos se ven ondas P que no están sucedidas por complejo QRS y no hay rastro de la repolarización auricular en la línea isoeléctrica que sigue hasta la próxima onda P). Eléctricamente, las células del músculo cardíaco son como muelles cargados; un pequeño impulso las dispara, despolarizan y se contraen. La recarga del muelle es la repolarización (también llamada potencial de acción). 
En la mayoría de las derivaciones, la onda T es positiva. Las ondas T negativas pueden ser síntomas de enfermedad, aunque una onda T invertida es normal en aVR y a veces en V1 en personas de etnia negra).
El segmento ST conecta con el complejo QRS y la onda T. Puede estar descendido en la isquemia y elevado en el infarto de miocardio.
Su duración aproximadamente es de 0,20 segundos o menos y mide 0,2 a 0,3 mV.

## Medidas del ECG

### Intervalo P-Q
El intervalo P-Q Corresponde al tiempo que pasa entre el inicio de la onda P que es el comienzo de la excitación auricular y el principio del complejo QRS siendo este el inicio de la excitación ventricular. En pocas palabras, el complejo P-Q es el transcurso de tiempo entre el inicio de la onda P y el inicio del complejo QRS.

### Intervalo QT
El intervalo QT corresponde a la contracción ventricular (producida por la despolarización en QRS y repolarización en T), se mide desde el principio del complejo QRS hasta el final de la onda T. Este intervalo QT y el QT corregido son importantes en la diagnosis del síndrome de QT largo y síndrome de QT corto. Su duración varía según la frecuencia cardíaca y se han desarrollado varios factores de corrección para este intervalo.

### Medidas de intervalo QT
El valor normal del intervalo QT está entre 0.30 y 0.44 segundos (0.45 en mujeres). El intervalo QT puede ser medido por diferentes métodos: el método umbral en el que el final de la onda T está determinado por el punto en que se une a la línea base isoeléctrica, el método tangente en el que al final de la onda T es determinado por la intersección de una línea extrapolada en la línea isoeléctrica y la línea tangente que toca la parte final de la onda T en el punto más inferior.
El más frecuentemente utilizado es el formulado por Bazett y publicado en 1920. La fórmula de Bazett es:
{\displaystyle QTc={\frac {QT}{\sqrt {RR}}}}

donde QTc es el intervalo QT corregido para la frecuencia cardíaca y RR es el intervalo desde el comienzo de un complejo QRS hasta el siguiente, medido en segundos. Sin embargo, esta fórmula tiende a ser inexacta; sobre-corrige en frecuencias cardíacas altas e infra-corrige en las bajas.
Un método mucho más exacto fue desarrollado por el Dr. Pentti Rautaharju, que creó la fórmula:
{\displaystyle QTp={\frac {656}{1+{\frac {frecuencia.cardiaca}{100}}}}}.

### Anormalidades de Intervalo QT
Tanto la prolongación del intervalo como el acortamiento pueden ser de origen ventriculares, así como también de alteraciones electrolíticas como la hipocalemia (QT = 0.36 s).

### Frecuencia cardíaca
La frecuencia cardíaca puede ser derivada de un trazado del electrocardiograma con varias ecuaciones. Una de ellas sigue la regla de los 300, la cual funciona si el ritmo es regular: dividiendo 300 entre el número de cuadros grandes (cinco cuadros pequeños en cada cuadro grande) entre un R y la siguiente. Por ejemplo, en la gráfica abajo, la distancia en cuadros grandes entre un R y el siguiente es aproximadamente de 2,4: dividiendo 300 entre 2,4 produce una frecuencia cardíaca de 125 latidos por minuto.

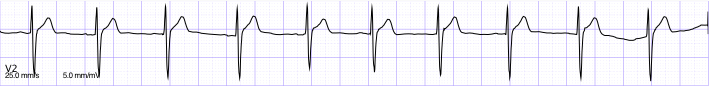

## Usos
El ECG tiene una amplia gama de usos:
- Determinar si el corazón funciona normalmente o sufre de anomalías (p. ej.: latidos extra o saltos – arritmia cardiaca).
- Indicar bloqueos coronarios arteriales (durante o después de un ataque cardíaco).
- Se puede utilizar para detectar alteraciones electrolíticas de potasio, sodio, calcio, magnesio u otros.
- Permitir la detección de anormalidades conductivas (bloqueo auriculo-ventricular, bloqueo de rama).
- Mostrar la condición física de un paciente durante un test de esfuerzo.
- Suministrar información sobre las condiciones físicas del corazón (p. ej.: hipertrofia ventricular izquierda)
- Indica la actividad eléctrica del músculo estriado cardíaco.

## Taquiarritmias
Las taquiarritmias suelen ser afecciones del corazón en las que la frecuencia cardiaca se encuentra elevada y pueden ser diagnosticadas con el electrocardiograma. La clasificación es la siguiente:
- Arritmia fisiológica.
- Taquicardia auricular.
- Taquicardia ventricular.
- Flutter (aleteo) auricular.
- Flutter (aleteo) ventricular.
- Fibrilación auricular.
- Fibrilación ventricular.

La subclasificación para cada una de estas arritmias se hace por medio de la frecuencia cardiaca. Primero es necesario conocer que la frecuencia cardiaca normal es de 60-100 latidos por minuto. Una frecuencia de 150 a 250 latidos por minuto indica taquicardia; en este caso la frecuencia de impulsos eléctricos del corazón es de 150-250 y la frecuencia de latido (contracción) es igual a la de los impulsos eléctricos del sistema de conducción, en otras palabras hay latido cardiaco y el corazón es capaz de bombear, aunque a una frecuencia alta, lo que puede producir hipertensión arterial.
Cuando la frecuencia de impulsos eléctricos es de 250-350 se considera un flutter o aleteo y en este caso la frecuencia cardiaca (número de latidos por minuto) puede ser normal, ya que la alta frecuencia de impulsos eléctricos muy continuos imposibilita que halla tiempo para la contracción y relajación antes de que llegue el siguiente impulso despolarizante, por lo que hay veces que un impulso eléctrico si produce un latido cardiaco y hay veces que no. Por lo que se puede concluir que la frecuencia de 250-350 es por el número de impulsos eléctricos y en un examen físico el paciente puede tener una frecuencia cardiaca normal, pero si se hace un electrocardiograma se observaría una frecuencia "eléctrica" mayor que la de la cardiaca.
Finalmente, las fibrilaciones corresponden a frecuencias de impulsos eléctricos de 350-450 impulsos eléctricos por minuto y en este caso, se trata de una frecuencia de impulsos tan alta que el músculo cardiaco está siempre contraído, por lo que no se produce latido cardiaco (nunca hay tiempo para la relajación muscular) y en este caso el paciente no presenta pulso cardiaco y se dice que se encuentra en "paro cardiaco", por lo que la acción inmediata para su supervivencia es una descarga eléctrica con el desfibrilador.
La arritmia fisiológica no se considera patológica, ya que es un fenómeno normal en el que la frecuencia cardiaca se ve alterada por variaciones en la frecuencia respiratoria. En dicho caso, una inspiración prolongada aumenta la frecuencia cardiaca y una espiración prolongada la disminuye. Esto constituye un fenómeno normal de nuestro cuerpo y es útil para situaciones donde se altera la necesidad de transporte de oxígeno y su demanda por el cuerpo en situaciones como el ejercicio o el estado de reposo.